# Тиміш Носач
Тиміш Іванович Носач (Шкуратенко, ? — † після 1668) — український державний і військовий діяч, Остерський полковник (1648–1649), Прилуцький полковник (1649–1651), Брацлавський полковник (1651–1654), генеральний обозний (1654–1655,1656 — 1664), сподвижник Гетьманів Війська Запорозького Богдана Хмельницького, Івана Виговського, Юрія Хмельницького і Павла Тетері.

## З життєпису
Син прилуцького полковника Івана Шкурата. Походив зі шляхетсько-міщанської родини, яка мала промисли і вела широку торгівлю на всій території України від Львова до Прилук.
З початком національної революції 1648—1676 рр. разом з батьком приєднався до Війська Запорозького. За даними Володимира Кривошеї очолив 1648 року Остерський полк. По скасуванню Остерського полку 1649 р. замість свого батька обійняв полковницький уряд у Прилуцькому полку. Після Берестецької битви 1651 р., в якій взяв участь, був призначений Брацлавським полковником. На чолі Брацлавського полку брав участь у походах 1653 р. Тимоша Хмельницького на Яси й на Торговище. У квітні 1654 р., під час походу річпосполитських військ на Умань, очолював успішну оборону Брацлава. У травні 1654 р. за воєнні заслуги був призначений генеральним обозним. З перервою 1655—1656 рр. обіймав цей уряд до 1664 р.
1659 р. очолив посольство до Варшави для присутності на Сеймі, що мав затвердити умови Гадяцького договору 1658 р. Проте договір було затверджено у значно зміненому вигляді, що спричинило втрату влади Гетьманом Іваном Виговським.
У березні 1664 р. за підозру в участі у протигетьманській змові був Гетьманом Павлом Тетерею усунений з уряду генерального обозного. Проте вже у квітні 1665 р. Тиміш Носач вже обіймав посаду наказного гетьмана з резиденцією в Корсуні від Гетьмана Павла Тетері. У той час в сусідньому Каневі стояли сформовані з українців полки Івана Брюховецького, що воювали проти Війська Запорозького на боці Московського царства. Під час їх несподіваного нападу на чолі з полковником Григорієм Гамалією на Корсунь Тиміш Носач потрапив у полон. Ув'язнення відбував у Сибіру.
Уряд нового Гетьмана Петра Дорошенка домігся його повернення в Україну. 22 серпня 1668 р. дістав у Корсуні від Гетьмана пожалування як «старинний та заслужений Війська Запорозького товариш». Подальша доля Тимофія Носача лишається невідомою.
Мав маєтки у Капустяній Долині, Черепині та Деренковці.